# Matilde de Bolonha (1170–1210)
Matilde de Bolonha (em francês:  Mathilde; 1170 — Lovaina, 16 de outubro de 1210) foi duquesa consorte de Brabante pelo seu casamento com Henrique I de Brabante.

## Família
Matilde foi a segunda filha e última criança nascida de Mateus da Alsácia e de Maria, Condessa de Bolonha. Seus avós paternos eram Teodorico da Alsácia, conde de Flandres, e Sibila de Anjou. Seus avós maternos eram o rei Estêvão de Inglaterra e Matilde I, Condessa de Bolonha.
Matilde teve uma única irmã mais velha: Ida, Condessa de Bolonha, que foi casada três vezes.

## Biografia
No mesmo ano de seu nascimento, seus pais tiveram o casamento anulado. Sua mãe, Maria, tornou-se freira da Ordem de São Bento, em St. Austrebert, em Montreuil. Apesar do titulo de nobreza pertencer a Maria, Mateus continuou reinando como conde.

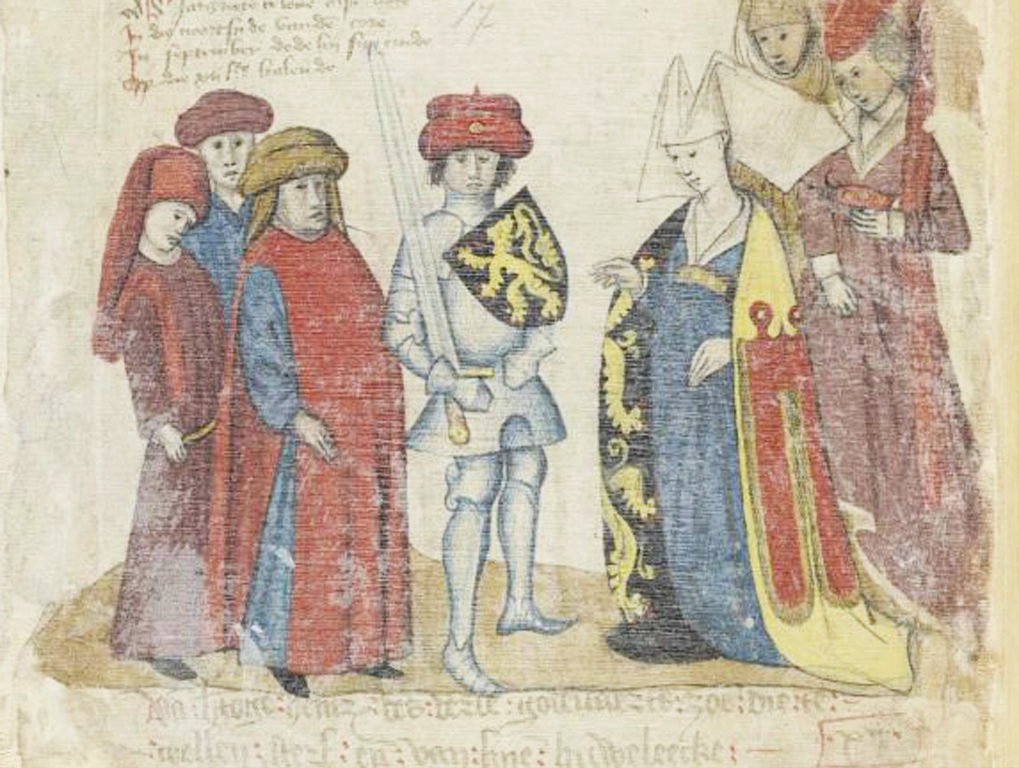
Representação do casamento de Henrique e Matilde.

Matilde e Henrique se casaram na Antuérpia, em 1179 ou em 1180. Ela tinha 9 ou 10 anos de idade, e ele, 14 ou 15 anos. Henrique era filho do conde Godofredo III de Lovaina e de Margarida de Limburgo.
O casal teve seis filhos, quatro meninas e dois meninos.
Matilde faleceu no dia 16 de outubro de 1210, com aproximadamente 40 anos de idade. Seu corpo foi sepultado ao lado de sua filha primogênita, Maria, na Igreja de São Pedro, em Lovaina.
Alguns anos depois, seu viúvo casou-se com Maria de França, com quem teve duas filhas.

## Descendência
- Maria de Brabante (c. 1191/1195 - 9 de março/14 de junho de 1260), foi a segunda consorte do imperador Otão IV do Sacro Império Romano-Germânico. Após ficar viúva, casou-se com o conde Guilherme I da Holanda. Sem descendência;
- Margarida de Brabante (1195 - 5 de abril/21 de setembro de 1231), foi esposa do conde Gerardo III de Gueldres, com quem teve quatro filhos;
- Adelaide de Brabante (m. 1261/67), condessa de Bolonha. Foi casada três vezes: primeiro com o conde Arnoldo III de Looz, depois foi esposa do conde Guilherme X de Auvérnia, com quem teve seis filhos. Por fim, seu último marido foi Arnoldo III, Senhor de Wesemaal.
- Matilde de Brabante (1205 - 21/22 de dezembro de 1267), foi casada com o conde Henrique VI do Palatinado, e depois foi esposa do conde Florêncio IV da Holanda, com quem teve cinco filhos;
- Henrique II de Brabante (1207 - 1 de fevereiro de 1248), sucessor do pai. Sua primeira esposa foi Maria de Hohenstaufen, com quem teve seis filhos, e após sua morte, casou-se com Sofia da Turíngia, com quem teve dois filhos;
- Godofredo de Brabante (1209 - 21 de janeiro de 1253 ou 22 de janeiro de 1254), senhor de Gaesbeek, Baucigny e Herstal. Foi marido de Maria de Oudenaarde, com quem teve cinco filhos.